# Adiantum celebicum
Adiantum celebicum är en kantbräkenväxtart som beskrevs av Christ. Adiantum celebicum ingår i släktet Adiantum och familjen Pteridaceae. Inga underarter finns listade.